# A Ghost Story
A Ghost Story (en español, Una historia de fantasmas) es una película estadounidense de drama y fantasía de 2017, escrita y dirigida por David Lowery y protagonizada por Rooney Mara, Casey Affleck, Will Oldham, Sonia Acevedo, Rob Zabrecky y Liz Franke.[cita requerida]
La película tuvo su estreno mundial en el Festival de Cine de Sundance el 22 de enero de 2017 y se estrenó internacionalmente el 7 de julio de 2017.[cita requerida]

## Argumento
Un músico vive con su mujer en una pequeña casa de Dallas, Texas. Ella quiere irse a vivir a otro lugar, pero él no. Una noche escuchan un ruido que proviene del piano, pero no encuentran la causa.
Un día el músico (Affleck) tiene un grave accidente de coche que le provoca la muerte. Su mujer (Mara) va al hospital para reconocer el cadáver, y una vez visto este es tapado por una manta blanca. Después de unos minutos, el cadáver se levanta como un fantasma cubierto por la manta y vaga por el hospital, invisible. Llega a una puerta de luz blanca, pero no entra. Después de unos segundos decide marcharse y volver a casa. El fantasma observa a su mujer llorar durante días y semanas. 
A través de la ventana ve en la casa de enfrente a otro fantasma con quien conversa sin palabras. Este otro fantasma le dice que está esperando a una persona pero que ya no recuerda a quién. Cuando su mujer llega a casa con un hombre, el fantasma se enfada, empieza lanzar libros de la estantería, y a apagar y encender las luces. Ella escucha una canción que su marido hizo cuando estaba vivo y luego decide mudarse y pasar página. Antes de irse de la casa, escribe una nota y la introduce en una grieta de la pared. El fantasma intenta recuperar la nota, pero no puede sacarla de la grieta.
Una nueva familia llega a la casa. El fantasma observa cómo comen, tocan el piano y celebran la Navidad. Los hijos de la nueva familia notan la presencia del fantasma y después de que este, en un ataque de ira, lance todos los platos del armario de la cocina, la nueva familia decide marcharse. En una fiesta celebrada por los nuevos inquilinos, el fantasma escucha una conversación donde un hombre describe cómo el ser humano intenta crear un legado, pero que todo se destruye y finalmente cae en el olvido. Los asistentes de la fiesta notan entonces como las luces parpadean.
Pasa cierta cantidad de tiempo y ahora la casa está abandonada y semiderruida. El fantasma sigue intentando recuperar la nota de la pared. Cuando finalmente consigue arrancar un trozo de pared, la casa, junto con la casa del frente, es derribada por máquinas para hacer espacio para nuevas construcciones. El segundo fantasma le dice que ya no cree que la persona que espera vaya a venir y acto seguido desaparece.
El fantasma observa cómo se construye un rascacielos donde anteriormente estaba su casa. Al subir a lo más alto, observa un paisaje urbano futurista y decide saltar. A continuación es transportado al mismo lugar en el siglo XIX, donde una familia está construyendo una casa. Él observa mientras la niña pequeña de la familia escribe una nota y la esconde bajo una roca. Después de que la familia es asesinada por nativos americanos, observa cómo el cuerpo de la niña se descompone en la hierba.
Décadas más tarde el fantasma observa cómo su yo del pasado y su mujer se mudan a la casa, con lo que el ciclo vuelve a empezar. Después de que su yo del pasado acepte mudarse, el fantasma sentado frente al piano toca las teclas y el ruido hace que se despierten. Mientras la esposa se muda, el fantasma ve a su fantasma anterior observándola. Es en ese momento cuando logra tomar la nota de la pared, la lee y desaparece.

## Reparto
| Actor              | Personaje                 |
| ------------------ | ------------------------- |
| Casey Affleck      | C                         |
| Rooney Mara        | M                         |
| Will Oldham        | Ebrio loco                |
| Sonia Acevedo      | María                     |
| Kesha              | Fantasma mujer            |
| Rob Zabrecky       | Pionero                   |
| Liz Franke         | Linda                     |
| Grover Coulson     | Hombre en silla de ruedas |
| Kenneisha Thompson | Doctora                   |
| McColm Cephas Jr.  | Niño pequeño              |

## Producción

### Desarrollo
Durante la primavera de 2016, David Lowery comenzó a escribir el guion de la película. Estaba programada para empezar su producción después de acabar la posproducción de Pete's Dragon, su película de acción en vivo de Disney. Antes de esto Lowery había querido «por un momento» hacer una película con un hombre con un sencillo disfraz de fantasma, porque como él mismo dijo en Comingsoon.net: «Me encantó esa imagen. Me encanta tomar algo que se entiende que es divertido, encantador, dulce e introducirlo con cierto grado de gravedad». Finalmente, la historia llegó cuando él y su esposa discutieron sobre su regreso a Texas. Lowery empezó a escribir el argumento «pensando en mi propio apego a los espacios físicos». Combinando ambas ideas, se le ocurrió el concepto básico de la película con bastante rapidez. Lowery, para crear la película, también trabajó a través de lo que llamó «una crisis existencial» provocada por la lectura de un artículo sobre la posibilidad de un terremoto catastrófico. Lowery dijo: «No me sentía optimista sobre el futuro de la humanidad. Sentía que el mundo se estaba encaminando hacia el final. La película se convirtió en la manera de lidiar con esos problemas».
El proyecto se anunció oficialmente en noviembre de 2016, confirmando que Rooney Mara y Cassey Affleck habían sido elegidos para protagonizar la película. Más tarde, se reveló que Kesha aparecería en la película en un papel sin especificar.
El traje de Affleck resultó ser más difícil de lo que había pensado Lowery. Al principio, el equipo intentó simplemente usar una sábana normal. Pronto descubrieron que incluso una sabana extra grande no cubriría por completo a un adulto. El traje final requirió que Affleck usara otras prendas además de la tela normal. Más allá de las limitaciones prácticas del traje, Lowery también descubrió que el simple disfraz se veía obstaculizado por la capacidad de actuar de Affleck, señalando que «cada rasgo físico único como ser humano era pronunciado y exagerado por aquella sábana sobre su cabeza». Eso no le daba los resultados que quería. Lowery resolvió el problema al reducir la cantidad de movimiento de modo que «se convirtió en una cuestión de paciencia y postura y de moverse de manera muy específica, lenta y rígidamente». Algunas tomas del fantasma, específicamente las realizadas durante las repeticiones, no usaron a Affleck en absoluto, reemplazándolo con el director de arte, David Pink, quien tenía una altura similar.

### Rodaje
El rodaje comenzó en junio de 2016. La mayor parte de la película está ambientada en una sola casa, que fue elegida por Lowery porque se parecía mucho a la primera casa en la que vivió con su esposa. Como la casa estaba a punto de ser demolida, el equipo de rodaje pudo usarla de forma gratuita. Lowery eligió filmar la película en una relación de aspecto de 1.33: 1, en parte porque pensó que era temáticamente apropiado para la película. «Se trata de alguien que básicamente está atrapado en una caja por toda la eternidad [afirmó, y agregó]: Sentí que la claustrofobia de esa situación podría amplificarse por la apariencia de la relación de aspecto.»

## Lanzamiento
La película tuvo su estreno mundial en el Festival de Cine de Sundance el 22 de enero del 2017. Antes del festival, la compañía A24 adquirió los derechos de distribución mundial de la película. Fue lanzado el 7 de julio de 2017.

### Taquilla
La película recaudó 104 030 dólares en cuatro salas en el fin de semana de estreno en Estados Unidos, con un promedio de 26 008 dólares por ubicación, finalizando en el puesto 26 en la taquilla. La película recaudo 1 596 371 en la taquilla nacional.

### Respuesta de la crítica
En la página de Rotten Tomatoes la película tiene una calificación de aprobación del 91 % sobre la base de 229 comentarios, con un promedio de 7,9 sobre 10. El consenso crítico del sitio web dice: «A Ghost Story maneja hábilmente sus ambiciosos temas a través de una exploración inventiva, ingeniosa y en última instancia conmovedora de amor y pérdida».
Peter Debruge de Variety le dio a la película una crítica positiva y escribió: «Si bien el método de entrega de Lowery puede no ser atemorizante, es seguro que atormentará a aquellos que se abren a la experiencia«». David Rooney de The Hollywood Reporter también dio a la película una reseña positiva, escribiendo: «Una meditación poética sobre el tiempo, la memoria y la conexión espiritual que es completamente fiel a su título». Eric Kohn para Indiewire le dio a la película una calificación 'A', describiéndola como «un estado de ánimo extraordinario, una obra que equivale a la mejor película de Lowery hasta el momento». Gary Thomposon del Philadelphia Inquirer le dio a la película dos estrellas y media de cuatro.

### Reconocimientos
El 9 de septiembre de 2017, la película ganó tres premios en el 43 Festival de Cine Americano de Deauville: el premio Revelación, el premio de la Crítica y el premio del Jurado . David Lowery también fue nominado para el Gran Premio Especial, aunque no ganó.
En el Festival de Cine Fantasia, la película ganó el Premio Camera Lucida.
| Premios                          | Años | Categoría                                 | Nominado            | Resultado | Referencias   |
| -------------------------------- | ---- | ----------------------------------------- | ------------------- | --------- | ------------- |
| Festival de Cine de Deauville    | 2017 | Premio Revelación                         | David Lowery        | Ganador   | [ 22 ]        |
| Festival de Cine de Deauville    | 2017 | Premio de la Crítica                      | David Lowery        | Ganador   | [ 22 ]        |
| Festival de Cine de Deauville    | 2017 | Premio del Jurado                         | David Lowery        | Ganador   | [ 22 ]        |
| Festival de Cine de Deauville    | 2017 | Grand Special Prize                       | David Lowery        | Nomina    | [ 22 ]        |
| Fantasia Film Festival           | 2017 | Premio Camera Lucida                      | David Lowery        | Ganador   | [ 24 ]        |
| Georgia Film Critics Association | 2018 | Mejor Película                            | A Ghost Story       | Nominada  | [ 25 ]        |
| Georgia Film Critics Association | 2018 | Mejor Canción Original                    | "I Get Overwhelmed" | Nominada  | [ 25 ]        |
| Houston Film Critics Society     | 2018 | Mejor Canción Original                    | "I Get Overwhelmed" | Nominada  | [ 26 ]        |
| Houston Film Critics Society     | 2018 | Premio de Cine Independiente de Texas     | A Ghost Story       | Ganador   | [ 26 ]        |
| Independent Spirit Awards        | 2018 | Premio John Cassavetes                    | A Ghost Story       | Nominada  | [ 27 ]        |
| National Board of Review         | 2018 | Las diez mejores películas independientes | A Ghost Story       | Ganadora  | [ 28 ] [ 29 ] |
| Online Film Critics Society      | 2017 | Mejor Imagen                              | A Ghost Story       | Nominada  | [ 30 ] [ 31 ] |
| Festival de Sitges               | 2017 | Mejor Fotografía                          | Andrew Droz Palermo | Ganadora  | [ 32 ]        |
| Festival de Sitges               | 2017 | Premio del Jurado Carnet Jove             | David Lowery        | Ganador   | [ 32 ]        |
| Sundance Film Festival           | 2017 | Premio del Público                        | David Lowery        | Nominada  | [ 33 ]        |